# Cupid in Clover
Cupid in Clover é um filme de romance produzido no Reino Unido, dirigido por Frank Miller e lançado em 1929.